# Jean-Baptiste Charbonnier (organiste)
Pour les articles homonymes, voir Jean-Baptiste Charbonnier et Charbonnier.
Jean Baptiste Charbonnier, né le 23 avril 1764 à Châlons-sur-Marne, mort en cette ville le 22 octobre 1859, est un organiste et compositeur français.

## Biographie
Il a été successivement organiste à Châlons, des églises Saint-Nicaise, Notre-Dame en Vaux, de Saint-Alpin, de la cathédrale Saint-Étienne enfin.

## Œuvres
Il laisse une œuvre abondante pour orgue : noëls variés, œuvres imitatives, orages, batailles, harmonisations.

## Liens Externes
- Notices d'autorité :   - VIAF
  - GND
- Bibliothèques municipales de Châlons Fac-similé du livre de Louis Grignon, avec partitions de musique d'orgue.